# Parak Gadang Timur
Parak Gadang Timur is een bestuurslaag in het regentschap Padang van de provincie West-Sumatra, Indonesië. Parak Gadang Timur telt 7904 inwoners (volkstelling 2010).